# 七重天 (印尼语电影)
《七重天》（印尼语：Sorga Ka Toedjoe，荷兰语：In Den Zevenden Hemel）是一部1940年由王氏兄弟为陳氏影業执导的荷属东印度电影。该片讲述了一对年长的夫妇（卡托羅与安妮·兰杜饰）在分离多年后，在另一对年轻夫妇（鲁姬亚与朱马拉饰）的帮助下重聚的故事。这部黑白电影是拉登·莫赫達爾离开后，陈氏影业的第一部作品，以格朗章音乐为特色，目标受众是印尼低层的本地观众。该片在商业上和评论界都获得了成功。在1942年陈氏影业关闭之前，鲁姬亚和朱马拉又在三部电影中担任主角。《七重天》现在很可能已散失。

## 情节
拉斯米娜（鲁姬亚饰）和她的盲人姑姑哈迪贾（安妮·兰杜饰）一起生活在茂物东南的Puncak村。自从哈迪贾指控丈夫卡西明通奸后，他们分居多年。后来有人发现河里漂浮着一具像卡西明的尸体，哈迪贾急着去看尸体时，被一辆汽车撞倒，并因此失明。她每天下午5点都会唱起卡西明宣称是爱情象征的格朗章歌曲《七重天》（Sorga Ka Toedjoe）。哈迪贾不知道，卡西明还活着，他每天也在同一时间唱 《七重天》。
拉斯米娜与有钱又可恶的帕尔塔相遇，帕尔塔打算把她当做他的二房。之后拉斯米娜去附近的巴达维亚（今雅加达）找工作，几天后，拉斯米娜找到了工作，她回到Puncak接哈迪贾，并带她去巴达维亚。帕尔塔和他的同伙杜尔在途中埋伏，当拉斯米娜的马车被卡在车辙中时，两人开始追赶她。拉斯米娜跑进树林，经过几次险情，她发现一个小房子，于是在里面避难。她没有看到主人，于是在那里休息了一夜。
第二天早上，拉斯米娜被屋主胡辛（朱马拉饰）弹奏的吉他声吵醒。拉斯米娜怕他与追捕者合作，偷偷溜到外面，却遇到了帕尔塔和杜尔。撤退时，她被两人追赶。胡辛介入，经过激烈的战斗，他击败两人，并追赶他们离开。然后，他安慰拉斯米娜，并护送她回家。
在接下来的日子里，胡辛多次去看望拉斯米娜，慢慢地两人开始相爱。当拉斯米娜带着姑姑去巴达维亚生活时，胡辛也跟着去了。他们开始讨论婚后的未来，但拉斯米娜坚持要等姑姑和卡西明团聚后才会结婚。经过漫长的寻找，胡辛几乎放弃了希望，最后他在城外山上的一个小种植园里找到了卡西明。卡西明之前经营着自己的果园，但几天前就被一个奸诈贪婪的地主赶了出来。卡西明和哈迪贾重逢，让胡辛和拉斯米娜开始准备婚事。

## 制作

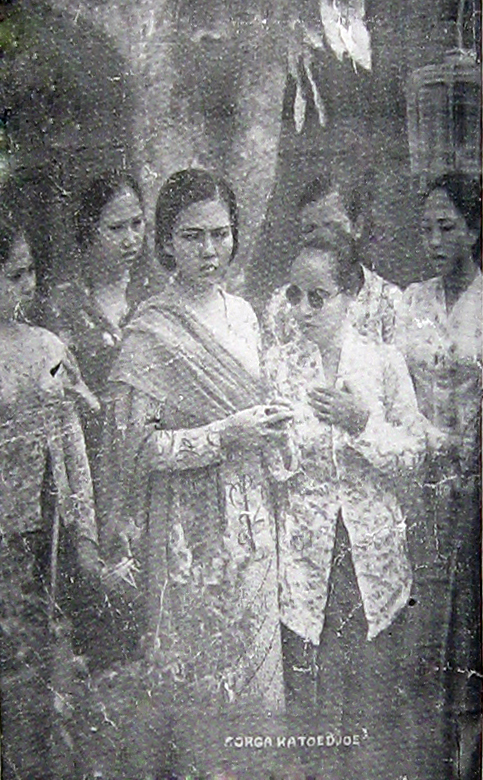
宣传剧照中的鲁吉雅（左）与安妮·蘭杜

《七重天》由王氏兄弟执导，印度尼西亞華人兄弟陈坤耀（Khoen Yauw）与陈坤显（Khoen Hian）所拥有的陳氏影業制作。陈氏影业自1929年的《达西玛姨娘》起就一直活跃在电影行业。 1938年，王氏兄弟开始为陈氏电影公司工作，他们执导了热门影片《法蒂玛》，帮助公司在1932年解散后重新成立。《七重天》是一部黑白电影，部分场景在Buitenzorg附近的Telaga Warna拍摄。
该片由鲁姬亚（Roekiah）、朱马拉（Rd Djoemala）、卡托羅（Kartolo）和安妮·兰杜（Annie Landouw）主演，蒂丁（Titing）、伊斯迈尔（Ismail）和拉姆利（Ramli）参与演出。尽管鲁姬亚已经与卡托羅结婚，但她从《月光曲》开始，经常与拉登·莫赫達爾（Mochtar）在银幕上搭档。1938年，三人一起来到陈氏影业，一起出演了《法蒂玛》等三部电影。然而，在《西蒂·阿克巴丽》（1940年）之后的工资纠纷中，莫赫達爾离开了公司。为了接替他，陈氏影业聘请了裁缝朱马拉作为鲁姬亚的搭档。 《七重天》是他们合作的第一部电影。
卡托羅负责影片的音乐，许多演员都有演唱格朗章（受葡萄牙殖民主义影响的印尼传统音乐）的经验 。在出演Albert Balink的电影《月光曲》前，鲁姬亚和卡托洛曾在舞台音乐剧团Palestina中大受欢迎。 兰道曾是雨果-杜马斯（Hugo Dumas）的甜爪哇乐团（Lief Java）的格朗章歌手 ，而蒂丁也同样是一位知名歌手。

## 上映与反响
1940年10月30日，《七重天》在泗水首映，是当年的十四部荷属东印度影片之一 。1941年3月，该片在新加坡（当时海峡殖民地的一部分）上映 。如同陈氏的所有作品一样，该片的目标观众是印尼下层阶级和各年龄段的土著人 。该片的广告称这是一部“简单而引人入胜的电影” ，其特点是 "好听的音乐、朗朗上口的歌曲和美丽的风景"。日惹出版商考爾夫-比寧（Kolff-Buning）发行了该片的小说版，其中包括几张电影剧照。
该片取得了商业上的成功与积极的评价。《泗水商报》给予了该片很高的评价，称该片的对白和音乐都很好，主题也 "选得很好，浪漫而不夸张"。该评论认为，《七重天》似乎受到了美国电影的启发，但仍然表现出了它的印尼特色。评论还认为，演员朱马拉与莫赫達爾一样好，甚至更好。 《东印度报》（De Indische Courant）称赞了影片的风景，并指出影片批判了滥用权力的富豪地主，而《新加坡自由报》（Singapore Free Press）则称赞了鲁姬亚的演技。 

## 后续影响

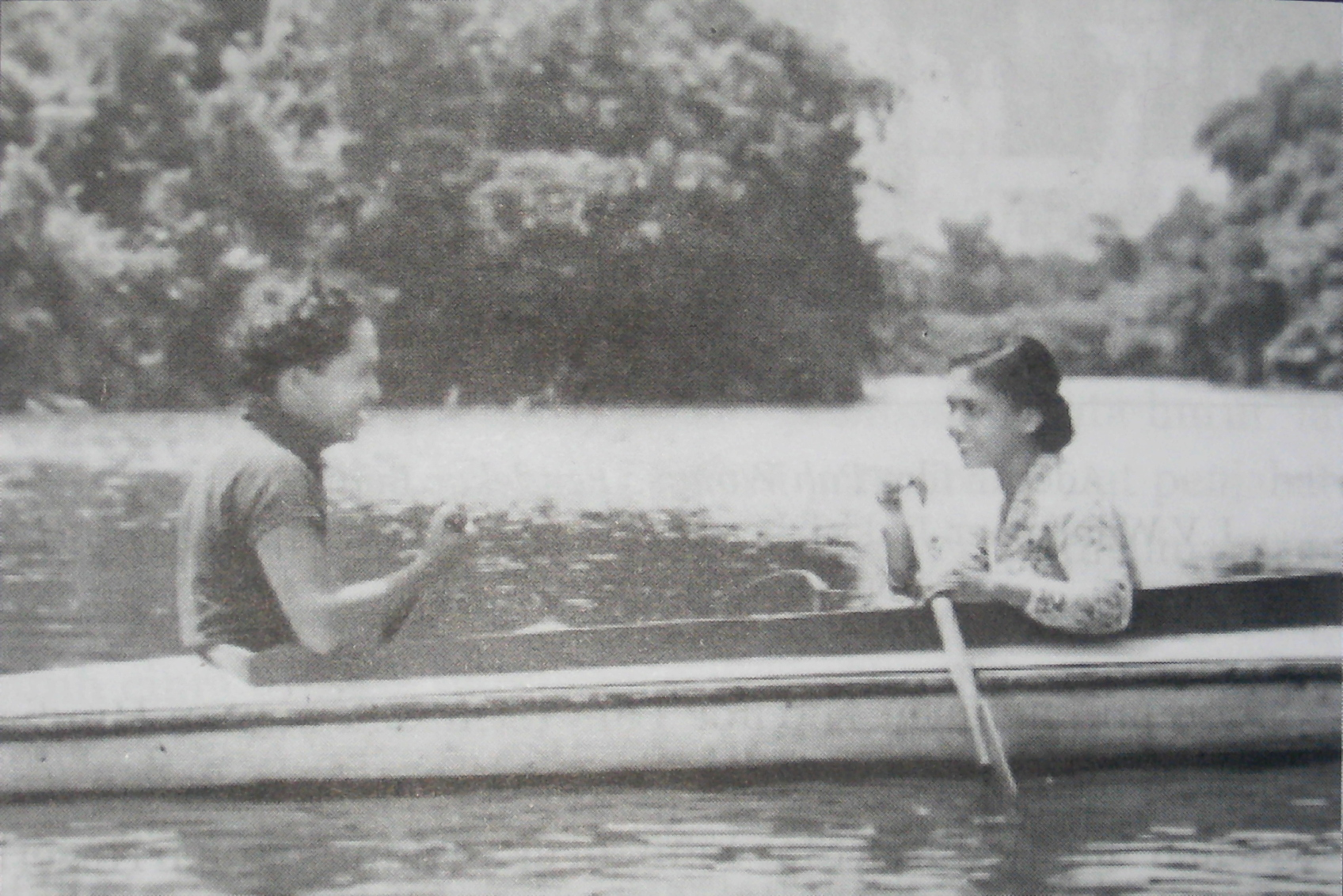
朱马拉和鲁姬亚后来又一起演了三部电影

陈氏影业在《七重天》之后，又制作了四部电影，数量远远低于郑丁春的Java Industrial Film等竞争对手。其中三部作品由鲁姬亚和朱马拉主演，并由卡托洛出演。根据J·B·克里斯坦托的《印度尼西亚电影目录》（Katalog Film Indonesia），兰多没有再拍电影。1942年，日本占领荷属东印度，陈氏影业被迫关闭。
这部电影很可能已经散失。荷属东印度的电影胶卷以非常易燃的硝化纤维制成，1952年印尼國家電影製片廠的仓库发生大火，在大火中该仓库储藏的用硝化纤维制成的旧胶片全部被焚毁。因此，美国视觉人类学家卡尔·G·海德推论，所有在1950年前制作的印尼电影均已散失 。不过，J·B·克里斯坦托（J.B. Kristanto）在《印尼电影目录》中表示，印尼电影资料馆收录了几部荷属东印度电影，使之得以流传。米斯巴赫·尤萨·比兰还指出荷兰政府新闻处收藏了几部日本宣传电影，并使之留存至今。

## 注脚
1. 1 2 3  Filmindonesia.or.id, Sorga Ka Toedjoe.
2. ↑  Biran 2009，第174頁.
3. ↑  Biran 2009，第98, 174頁.
4. ↑  Filmindonesia.or.id, Sorga Ka Toedjoe; De Indische Courant 1940, Sampoerna
5. ↑  Biran 2009，第175, 241頁.
6. 1 2 3  Soerabaijasch Handelsblad 1940, Sampoerna.
7. ↑  Filmindonesia.or.id, Roekiah.
8. ↑  Esha et al. 2005，第28頁.
9. ↑  Lontar Foundation 2006，第iv頁.
10. 1 2  Soerabaijasch Handelsblad 1940, (untitled).
11. ↑  Biran 2009，第383頁.
12. 1 2  Singapore Free Press 1941, A Malay Film.
13. ↑  Biran 2009，第248頁; Soerabaijasch Handelsblad 1940, (untitled)
14. ↑  L. 1940.
15. 1 2  Biran 2009，第224頁.
16. ↑  De Indische Courant 1940, Sampoerna.
17. ↑  Filmindonesia.or.id, Annie Landouw.
18. ↑  Biran 2009，第250頁.
19. ↑  Biran 2012，第291頁.
20. ↑  Heider 1991，第14頁.
21. ↑  Biran 2009，第351頁.